# Fernsehkritik-TV
Fernsehkritik-TV war eine satirisch-kritische Magazinsendung des Hamburger Journalisten Holger Kreymeier über das deutschsprachige Fernsehen.
In dem ausschließlich im Internet erscheinenden Magazin zeigte Kreymeier Fernsehausschnitte, Interviews mit Beteiligten und Vorgänge, die mit dem deutschsprachigen Fernsehen zu tun hatten, und kommentierte sie kritisch.

## Sendung
Die Sendung wurde seit dem 10. April 2007 – zunächst in unregelmäßigen Abständen, später zweimal pro Monat – als Internet-TV-Sendung veröffentlicht. Insgesamt sind über 200 Folgen erschienen. Thematisiert wurden insbesondere die Qualität des öffentlich-rechtlichen und des privaten Fernsehens. Bis zur Einstellung des Sendebetriebes von 9Live nahmen auch Beiträge über Call-in-Gewinnspiele einen großen Teil der Sendung, die von Holger Kreymeier moderiert und gestaltet wurde, ein. Darüber hinaus wurden gelegentlich auch Gastbeiträge in die Sendung aufgenommen. Ein fester Bestandteil der Sendung war die Rubrik „Kurz kommentiert“, in der aktuelle Kurzausschnitte aus dem Fernsehprogramm gezeigt und kommentiert wurden, die entweder kritikwürdig waren oder einen lustigen bzw. skurrilen Moment zeigten. Die Laufzeit pro Sendung betrug in der Regel 50 bis 70 Minuten. Regelmäßig wurden auch verschiedene Gäste in die Sendung eingeladen, unter anderem Hans Meiser, Oliver Kalkofe, Serdar Somuncu, die Moderatoren der MTV-Sendung GameOne oder während der Deutschen Webvideotage die durch ihre Beiträge auf dem Videoportal YouTube bekannt gewordene Blogbetreiberin Coldmirror. Im Februar 2012 waren Ranga Yogeshwar und kurz darauf Jürgen Domian zu Gast in der Sendung. Im September 2011 wurde die Moderation der Folge 76 während des ersten Fantreffens in Hamburg vor 200 Zuschauern aufgenommen, eingeladen waren die GameOne-Moderatoren Simon Krätschmer, Daniel Budiman und Nils Bomhoff. In der Live-Aufzeichnung der 100. Folge vor 500 Zuschauern im ausverkauften Babylon-Kino in Berlin waren u. a. Oliver Kalkofe, Ralph Ruthe sowie Philipp Walulis und Tobias Klose von Walulis sieht fern zu Gast.
Folge 109 gab es zum Test für Couchabonnenten als HD-Version.
In Folge 112 wurde angekündigt, dass zukünftige Folgen ab Juni 2013 jeden 1. und 3. Freitag im Monat in einem Studio vor Publikum aufgezeichnet werden, wofür Zuschauer kostenpflichtig Tickets erwerben konnten. Darüber hinaus wurde zum gleichen Zeitpunkt das Magazin Pantoffelkino-TV eingestellt, an dessen Stelle Pantoffel.TV mit einem breiteren Spektrum der privaten Unterhaltung trat, welches an jedem zweiten und vierten Freitag im Monat auch in diesem Studio vor Publikum produziert wurde. Im Anschluss daran sollten dann Livetalks aufgezeichnet werden.
Am 7. Juni 2013 wurde Folge 115 als erste vor einem Livepublikum in einem Studio aufgezeichnet. Diese Folge wurde am 10. Juni 2013 für Couch-User veröffentlicht und sie beinhaltete u. a. ein neues Intro.
Folge 131 wurde am 21. Februar 2014 als erste Fernsehkritik-TV-Folge live für Massengeschmack-TV-Abonnenten der Sendung über massengeschmack.tv gestreamt, nachdem Folge 15 von Pantoffel-TV als Test dafür als erste Massengeschmack-TV-Sendung überhaupt bereits am 14. Februar 2014 für Abonnenten dieser Sendung live über die Website gestreamt worden war. Seitdem wurde einige Zeit jede Fernsehkritik-TV-Folge live gestreamt; Zuschauer konnten die Sendung in einem IRC-Chatroom kommentieren und Fragen stellen. Dieser Chatroom wurde von Kreymeier beobachtet und ggf. Fragen beantwortet.
Am 15. Februar 2015 wurde im Zuge der Veröffentlichung von Folge 150 die Fernsehkritik-TV-Webseite neu gestaltet. Nun konnten alle Nutzer die Folgen über einen HTML5-Player anschauen, wobei die Auflösung selbst bei neueren Folgen auf 720 × 416 Bildpunkte beschränkt ist; eine HD-Version war für Abonnenten verfügbar.
Am 16. Juli 2018 verkündete Kreymeier im Massengeschmack-TV-Blog, dass Fernsehkritik-TV im Rahmen der Programmreform nach 11 Jahren beendet wird. Die 237. und letzte Folge fand am 1. September 2018 statt. Als Nachfolgeformat wird seit September "Die Mediatheke" gesendet.

## Finanzierung
Das Magazin finanzierte sich ursprünglich nur durch Werbeeinnahmen, Spenden und einen Onlineshop. Nachdem der Hoster des Servers, auf dem die Webseite zu finden ist, die Traffic-Preise erhöhte, wurde mit Folge 67 Werbung innerhalb der Folgen eingeführt. Von Folge 69 bis Folge 119 gab es das Bezahlsystem Fernsehkritik-TV-Couch. Seitdem stehen neue Folgen werbefrei und in höherer Bildqualität zur Verfügung. Dazu konnte über PayPal oder per Überweisung ein Abo zwischen einem und sechs Monaten abgeschlossen werden. Der Preis pro Folge lag dabei zwischen 70 und 80 Cent. Die kostenfreie, werbefinanzierte Flash-Version der jeweiligen Folge erschien jedoch weiterhin im Abstand von zwei Tagen nach der Abo-Version.
Im August 2013 wurde die Couch durch das Portal Massengeschmack-TV ersetzt, unter dem auch weitere von Alsterfilm produzierte Formate wie z. B. Pressesch(l)au angeboten werden. Zwischenzeitlich standen Kombinationen aus verschiedenen Massengeschmack-Formaten zum Abonnement zur Verfügung, bei denen eine Folge Fernsehkritik-TV zwischen rund 99 Cent und 1,49 Euro kostete. Um sinkende Werbeeinnahmen auszugleichen, wurde der Zeitraum zwischen der Veröffentlichung für Abonnenten und der frei verfügbaren Version erhöht. Inzwischen setzt das Portal auf verschiedene monatliche Abo-Stufen für Preise ab 6,99 Euro, für den alle Formate unbeschränkt zur Verfügung gestellt werden.
Am 15. April 2017 wurde bekannt gegeben, dass Fernsehkritik-TV nicht mehr kostenlos zur Verfügung steht. Die Webseite fernsehkritik.tv soll im Zuge dessen komplett gelöscht werden. Stand Dezember 2022 hostet die Seite eine Kopie der Seite alsterfilm.de.

## Kampagne „Dafür zahl’ ich nicht“
Durch eine Tätigkeit als freier Mitarbeiter für den NDR hatte Kreymeier nach eigenen Angaben interne Einblicke in den öffentlich-rechtlichen Sender und die seiner Ansicht nach fehlgeleitete Verwendung von Gebührengeldern. Aufgrund dieser Erfahrungen startete Kreymeier Mitte Februar 2009 die Kampagne „Dafür zahl’ ich nicht“. Die Kampagne kritisierte den Umgang mit den Rundfunkgebühren und der GEZ durch den öffentlich-rechtlichen Rundfunk in Deutschland. Sie warf den Sendern eine ständig sinkende Qualität des Programms vor – die Sender orientierten sich nicht mehr an ihrem Bildungsauftrag, sondern strebten stattdessen eine möglichst hohe Einschaltquote an. Intention der Kampagne war dabei nicht der Aufruf zu einem Gebührenboykott, sondern die Forderung an die Sender, ihr Programm zu verbessern. So steht etwa an prominenter Stelle auf der Kampagnen-Homepage der Slogan „Rundfunkgebühren? Ja, aber bitte für besseres Fernsehen!“ Kernstück der Aktion war ein Kinospot, der in einer kleinen Anzahl von Kinos in Großstädten zu sehen war und durch welchen Kreymeier und seiner Sendung gesteigerte Aufmerksamkeit zuteilwurde.
Nach Veröffentlichung und Ausstrahlung dieses Werbespots endete die Zusammenarbeit vom NDR und Holger Kreymeier. Aufgrund gegenteiliger Stellungnahmen der Parteien ist nicht bekannt, ob dies auf Wunsch des NDR geschah oder eine freie Entscheidung Kreymeiers war.

## Rechtsstreitigkeiten

### Anrufen und verlieren
Ende 2009 veröffentlichte Marc Doehler den Film „Anrufen und verlieren“, der Call-in-Sendungen in Österreich und der Schweiz kritisiert und wenig später auf der Website von Fernsehkritik-TV zum Download angeboten wurde.
Infolgedessen kam es zu einem Rechtsstreit zwischen den Firmen mass response Service GmbH, Primavera TV und Internet Production GmbH einerseits und Fernsehkritik-TV andererseits. Die Mass Response Service erzielte vor dem Landgericht Hamburg eine einstweilige Verfügung dagegen, in dem Film als Produzent der Call-in-Gewinnspiele bezeichnet zu werden. Die Primavera TV und Service GmbH reichte gegen die im Film aufgestellten Behauptungen einen Antrag auf einstweilige Verfügung ein, scheiterte damit zunächst aber vor dem Landgericht München I; später konnte Primavera einen Teilerfolg vor dem Oberlandesgericht München erzielen. Beide Verfahren haben einen Streitwert von 160.000 Euro. Die Verfahrenskosten für Fernsehkritik-TV in Höhe von 12.000 Euro konnten nach einem Spendenaufruf gedeckt werden. Das Verfahren gegen Primavera und Internet Production GmbH wurde im September 2011 aufgrund eines Versäumnisurteils zugunsten von Fernsehkritik-TV vor dem Landgericht München I entschieden. Kreymeier erkannte die Einstweilige Verfügung vor dem Oberlandesgericht Hamburg an. Da Marc Doehler in derselben Sache kurz darauf gewann, bezeichnete Kreymeier die vorzeitige Anerkennung im Nachhinein als großen Fehler.

### „Scheiß-RTL“-T-Shirt
Im September 2011 mahnte der Fernsehsender RTL Television die Produktionsfirma von Fernsehkritik-TV ab, weil über den Onlineshop der Webseite ein T-Shirt mit der Aufschrift „Scheiß RTL“ vertrieben wurde. RTL Television sah durch die unerlaubte Nutzung des Senderlogos seine Markenrechte verletzt und forderte von Alsterfilm die Abgabe einer strafbewehrten Unterlassungserklärung. Holger Kreymeier veröffentlichte das Schreiben von RTL auf seiner Webseite, obwohl RTL eine Veröffentlichung des Schriftstückes ausdrücklich untersagte. Kreymeier sieht in dem Vorgehen von RTL einen Versuch, seine kritische Berichterstattung zu stoppen. Er beruft sich auf Satire und sieht darin eine legitime Verballhornung des Senderslogans „mein RTL“ analog zum üblichen Sprachgebrauch im RTL-Programm.
Zuvor hatte RTL schon mehrere an den RTL-Jingle angelehnte Videos auf der Plattform YouTube löschen lassen. Da Alsterfilm weiterhin das T-Shirt in seinem Onlineshop anbot, stoppte RTL Television den Verkauf durch eine Einstweilige Verfügung am 23. September 2011. Im Shop wurden anschließend ähnliche T-Shirts angeboten, die nicht mehr das geschützte Senderlogo enthielten, sondern z. B. Mülltonnen in den von RTL dominierten Farben. Holger Kreymeier versuchte, sich diese durch eine Schutzschrift schützen zu lassen. RTL sah darin sein Markenrecht aber ebenfalls verletzt, womit der Verkauf dieser Variante vorerst auch durch eine einstweilige Verfügung gestoppt wurde.
Ende November 2011 erhielt Kreymeier eine Ladung für den 19. Juni 2012 vor dem Landgericht Köln. Dafür startete er Ende März 2012 einen Spendenaufruf und sammelte binnen weniger Tage 5.000 Euro. Die Gerichtsverhandlung begann am 4. September 2012, das Urteil fiel am 25. September. Das Gericht untersagte den Verkauf der T-Shirts.
In einem Blogeintrag, in dem die Entscheidung über das weitere Vorgehen verkündet wurde, kündigte Kreymeier an, das Urteil über das Scheiß-RTL-Shirt mit dem echten RTL-Logo anzuerkennen und gegen das Urteil über das Scheiß-RTL-Shirt mit Mülltonnen als Logo Widerspruch einzulegen. Er plante, in die nächste und wenn nötig auch in die darauffolgende Instanz zu gehen. Hierfür wurden seit Ende Oktober 2012 Spenden gesammelt mit einem Ziel von 25.000 Euro.
Der öffentliche Verhandlungstermin vor dem Oberlandesgericht Köln fand am 3. Mai 2013 statt. Kreymeier zog auf Vorschlag des Gerichts die Berufung zurück, das T-Shirt bleibt damit verboten – jedoch trägt RTL seine Rechtsanwaltskosten selbst. Nach Ansicht des Gerichts werde die Marke durch die isolierte Verwendung des Wortes Scheiß als Ganzes verunglimpft, es werde überhaupt nicht deutlich, was Kreymeier genau an RTL kritisiere. »Es ist ein Rundumschlag gegen den ganzen Sender«, so Richter Nolte.

### Katharina Saalfrank
Im September 2012 verklagte Katharina Saalfrank Holger Kreymeier unter Berufung auf den Bericht über die Dreharbeiten ihrer Sendung Die Super Nanny auf Unterlassung. In ihrer Klage bestritt sie, es hätte in der Sendung Regieanweisungen gegeben; außerdem wären auch viele andere aufgestellte Behauptungen falsch.
Der entsprechende Bericht enthielt ein Interview mit einer Familie, die von den Dreharbeiten und dem Verhalten Frau Saalfranks und ihres Teams erzählt. Darunter waren Aussagen, die dem widersprachen, was in der Sendung gezeigt oder gesagt wurde. U. a. erzählte die Familie, Katharina Saalfrank wäre sehr viel kürzer und seltener zu Besuch gewesen, als es in der Sendung den Anschein hat; oder dass Saalfrank zu Crewmitgliedern gesagt hätte, sie sollen ihr „diese Blagen vom Hals schaffen“, als Kinder aus der Nachbarschaft versuchten, mit Frau Saalfrank Kontakt aufzunehmen.
Eine der schwersten Anschuldigungen war, dass ein Mitglied der Crew gesagt haben soll, dass es jetzt passe, wenn der Hund der Familie stürbe; dieser starb im Laufe der Dreharbeiten tatsächlich an einer Vergiftung. In der Sendung wurde dies als ein schwerer emotionaler Moment und Wendepunkt für die ganze Familie dargestellt. Kreymeier betonte in seinem Beitrag, dass niemand behaupte, Frau Saalfrank oder jemand aus der Crew habe den Hund absichtlich getötet; allerdings erschienen nach Veröffentlichung des Beitrags viele YouTube-Videos, die den Beitrag so umschnitten und/oder kürzten, dass es so schien, als hätte Kreymeier offen die Tötung unterstellt. Dass Kreymeier dies tatsächlich unterstellt habe, war Teil der Klage.
Am 8. Januar 2013 erweiterte Katharina Saalfrank die Klage um Verdachtsberichterstattung. Die erste Verhandlung fand am 16. Januar 2013 öffentlich vor dem Landgericht Köln statt. Kreymeier muss aufgrund des Gerichtsurteils im Jahr 2015 den beanstandeten Beitrag ändern.

### Sonstiges
Am 25. Dezember 2021 wurde der YouTube-Kanal Massengeschmack-TV mit rund 130.000 Abonnenten wegen Verstößen gegen die Community-Richtlinien durch YouTube entfernt. Nachdem Kreymeier dagegen Widerspruch eingelegt hatte, wurde der Kanal am 27. Dezember wiederhergestellt. YouTube gestand ein, dass der Kanal nach erneuter Prüfung in der Tat nicht gegen die Community-Richtlinien verstoße und es sich bei der Löschung um einen Fehler gehandelt habe.

## Kritik
Der Branchendienst DWDL kritisiert die „Selbstinszenierung“ Kreymeiers „als einsamer Kämpfer gegen die Großen“, wobei er „sich manchmal eher des Holzhammers denn der Analyse“ bediene.
Die Online-Plattform Endstation Rechts kritisierte einen Fernsehkritik-TV-Beitrag, in dem die Südtiroler Deutschrockband Frei.Wild interviewt wurde. Anstoß nahm sie an der Interviewtechnik Kreymeiers, der von der politischen Unbedenklichkeit der Band überzeugt ist und während des Interviews „nickend und zustimmend neben Burger“ (dem Sänger der Gruppe) saß und „ihm sogar Beschwichtigungen und intelligente Formulierungen in den Mund“ legte, „die Burger so nicht gesagt hätte“.

## Weitere Formate

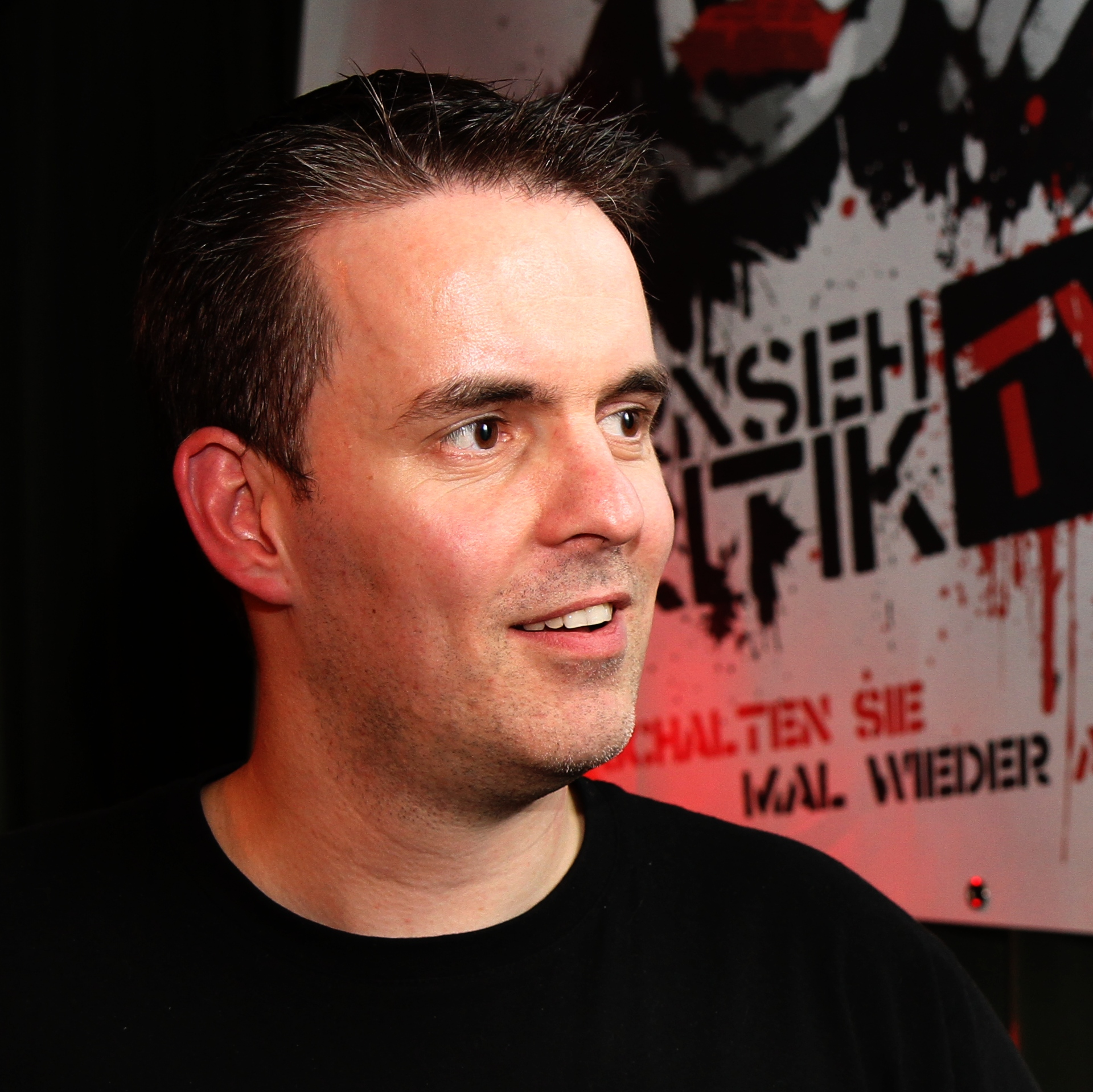
Kreymeier auf einem Fantreffen (2011)

### Deutscher Geheimdienst
Kreymeier und viele der Mitwirkenden von Fernsehkritik-TV produzierten den 2009 erschienenen interaktiven Kriminalroman Deutscher Geheimdienst.

### Bloomsday
Ebenfalls 2009 erschien der 45-minütige Film Bloomsday 2009. Hierzu wurde das Fernsehprogramm des 16. Juni 2009 von etwa 50 Sendern mit Hilfe der Zuschauer von Fernsehkritik-TV aufgezeichnet und neu zusammengeschnitten. Das Projekt wurde 2014 erneut durchgeführt.

### Postecke
In der Postecke wurden regelmäßig Zuschauereinsendungen und -Reaktionen (zum Teil) der letzten Folge behandelt. Sie erschien meist wenige Tage vor der nächsten offiziellen Fernsehkritik-TV-Folge. Bis Folge 46 wurden Zuschauerreaktionen noch in der darauffolgenden Folge kommentiert; ab Folge 47 dann wurden die Postecken außerhalb der Folgen aufgezeichnet und erst auf MyVideo, ab Postecke Nr. 16 auch, ab Postecke Nr. 19 ausschließlich auf YouTube und ab Postecke Nr. 50 dann auf der eigenen Homepage hochgeladen. Mit dieser Postecke wurde auch die separate Nummerierung der Postecken eingestellt.
In der 138. Postecke wurde angekündigt, dass ab der nächsten Folge der Live-Talk und die Postecke gleichzeitig abgehalten werden. Es wurde zwischen dem Lesen von Zuschauermails und Zuschaltungen von Zuschauern via Skype gewechselt. Die Postecke wurde also faktisch mit Nr. 138 beendet.

### Live-Auftritte
Bis Juni 2013 fanden in unregelmäßigen Abständen Livestreams statt, die regelmäßig gegen Anfang des Streams von mehr als 500 Zuschauern verfolgt und bei denen Zuschauer per Skype live dazugeschaltet wurden. Seit Juni 2013 wurden die Livestreams dann regelmäßig jeden 2. und 4. Freitag im Monat produziert. Bei in diversen Städten stattfindenden Veranstaltungen trafen sich Moderator und bis zu 500 Zuschauer der Sendung.
Ab Folge 115 wurde zeitweise jede Fernsehkritik-TV-Folge am 1. und 3. Freitag im Monat live vor einem Publikum in einem Studio aufgezeichnet, seit Folge 131 wurde zeitweise die Aufzeichnung jeder Fernsehkritik-TV-Folge auch live über das Portal Massengeschmack-TV ausgestrahlt.

### Weiteres
Nach der 100. Folge wurden zwei Rückblicke veröffentlicht, die die Folgen 1–50 bzw. 51–100 in jeweils einer knappen Stunde moderiert zusammenfassen.
Im Forum der Website konnten unter anderem die Folgen beitragsspezifisch diskutiert, Themenvorschläge gemacht und Fragen an Holger Kreymeier gestellt werden.
Nicht mehr fortgeführte Formate waren Schlechte Filme TV, das Musik-Format Tonangeber sowie das DVD- und Bluray-Magazin Pantoffelkino TV für Filmfans, das seit der 17. Folge auf dem Videoportal YouTube veröffentlicht wurde.

## Auszeichnungen
- 2008 wurde Fernsehkritik-TV mit dem Sonderpreis des deutschen IPTV Award ausgezeichnet.
- 2010 erhielt die Website den Publikumspreis des Grimme Online Awards.[59][60] Zudem war das Format in der Kategorie Information nominiert.[61]
- 2011 wurde Holger Kreymeier in der Kategorie Persönlichkeit für den Webvideopreis der ersten Deutschen Webvideotage nominiert und gewann letztendlich den Publikumspreis in dieser Kategorie. Er setzte sich dabei gegen die YouTube-Kanäle Coldmirror und EbruZa durch.
- Im November 2011 erhielt Holger Kreymeier mit 56 % der Stimmen den Preis für den „Besten Podcast“ des t3n-Awards.